# Шаммина, Матфей Павел
Матфей Павел Шаммина (дата и место рождения неизвестны — 1893 г., Ирак) — епископ Амадии с 24 мая 1874 года по 1879 год, епископ Заху с 1879 года по 30 сентября 1890 года, архиепископ Сены с 30 сентября 1890 года по 1893 год.

## Биография
Дата и место рождения Матфея Павла Шаммины не известны. 24 мая 1874 года он был рукоположён в епископа епархии Амадии. В 1879 году Матфей Павел Шаммина был назначен епископом Заху.
30 сентября 1890 года был назначен архиепископом Сены (в настоящее время не существует).
Умер в 1893 году.